# Aeracja (trawników)

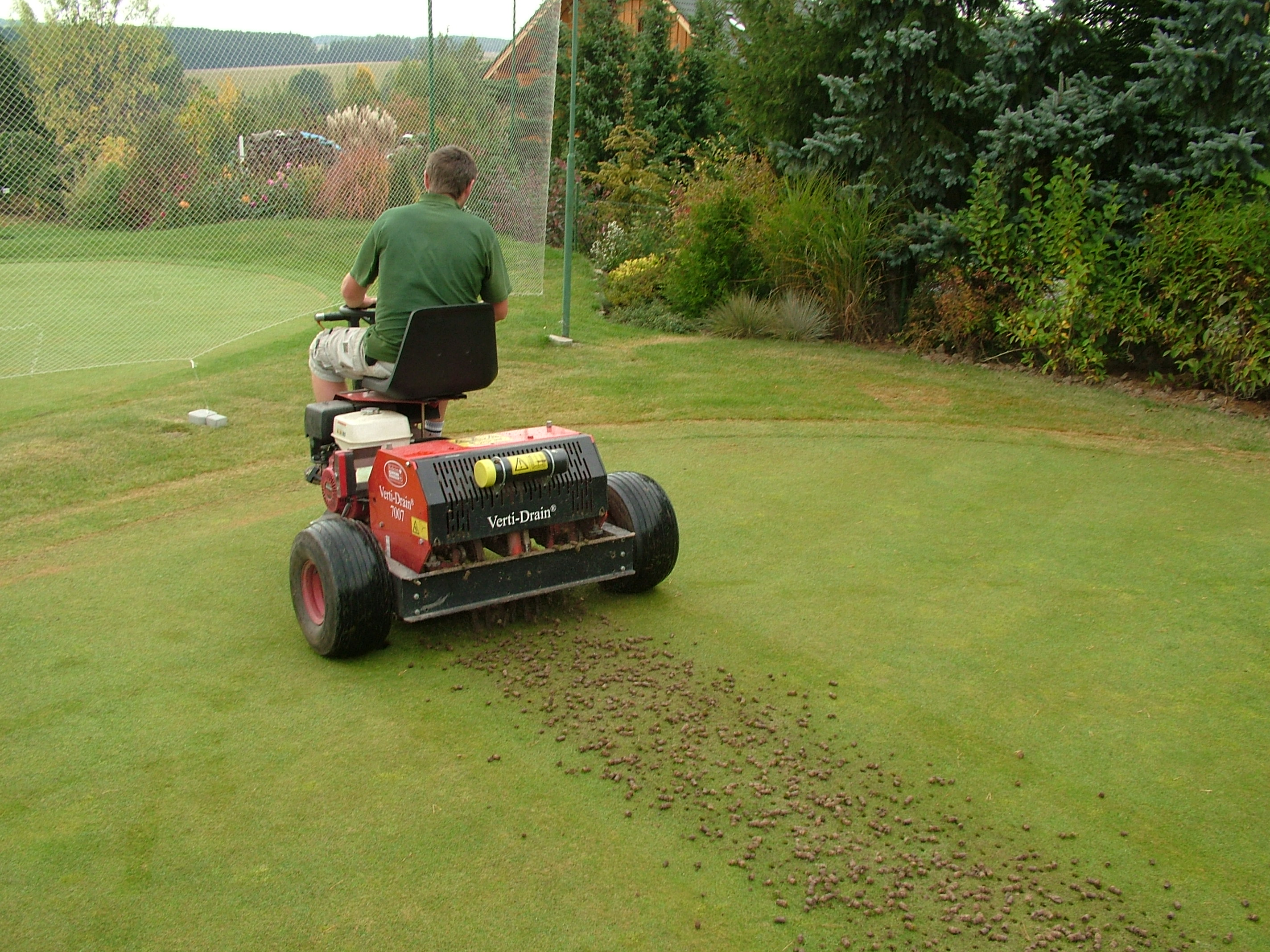
Aeracja

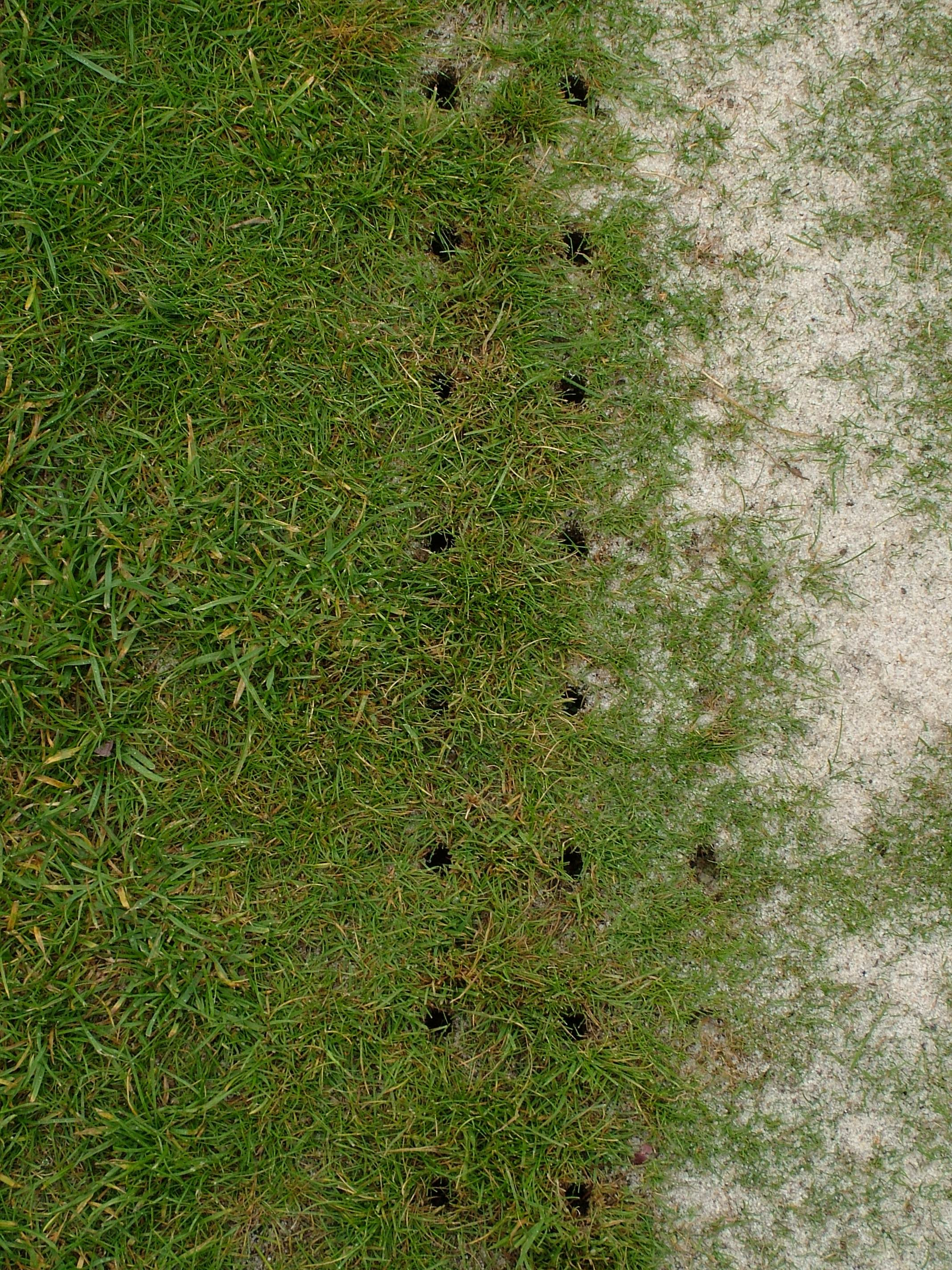
Trawnik po wykonaniu aeracji

Aeracja – napowietrzanie gleby za pomocą narzędzi lub maszyn spulchniających służący rozluźnianiu podłoża i pobudzeniu trawy do krzewienia się.
Na trawnikach intensywnie eksploatowanych aeracja jest ważnym zabiegiem pielęgnacyjnym. Wykonuje się ją maszynami do napowietrzania, zwanymi aeratorami, o wielorakich rozwiązaniach konstrukcyjnych. Pod wpływem aeracji masa korzeni traw wyraźnie się zwiększa, a darń trawnika wyrównuje się. Systematyczna aeracja przyczynia się do obniżenia strat wynikających z nadmiernego wyparowywania wody, efektywniejszego działania nawozów, podniesienia średniej temperatury gleby w strefie korzeniowej, zwiększenia elastyczności trawnika oraz zwiększenia zdolności regeneracyjnych. Trawniki, które w warstwie nośnej zawierają dużo części spławialnych i często są eksploatowane (deptane), wymagają 1–2-krotnego napowietrzania w ciągu roku. Aeracji nie należy wykonywać, gdy gleba jest za wilgotna. Po doprowadzeniu gleby do właściwej wilgotności trawnik należy skosić do wysokości 3 cm i skoszoną trawę usunąć. W zależności od rodzaju aeratora, aerację wykonuje się w jednym kierunku lub powtarza się ją w poprzek poprzedniego kierunku jazdy.
W zależności od rodzaju podłoża stosuje się:
- rzędy otworów w odstępie około 15 cm (120–130 otworów/m²) w przypadku podłoża luźniejszego,
- odstęp 10 cm tj. 180–200 otworów/m² dla podłoża cięższego.

Zależnie od stanu trawnika i rodzaju gleby stosuje się: 
- aerację wgłębną - polega na wykonaniu otworów na min. 8 cm głębokości. Stosowane zazwyczaj na trawnikach w których widoczne jest nadmierne zagęszczenie podłoża.
- aerację powierzchniową - (płytkie napowietrzanie) polega na wykonaniu otworów do głębokości około 2–3 cm przy pomocy aeratorów mechanicznych lub ręcznych.

Jeżeli chce się uzyskać trawnik o większej elastyczności, to wyrzucone korki ziemi z darnią należy wygrabić i usunąć z trawnika. W celu zwiększenia przepuszczalności podłoża, na powierzchni trawnika trzeba rozsypać piasek. W warunkach klimatycznych Europy Środkowej najodpowiedniejszym okresem aeracji jest lipiec oraz wczesna jesień.